# Dichaea laxa
Dichaea laxa är en orkidéart som först beskrevs av Hipólito Ruiz López och Pav., och fick sitt nu gällande namn av Eduard Friedrich Poeppig och Stephan Ladislaus Endlicher. Dichaea laxa ingår i släktet Dichaea och familjen orkidéer. Inga underarter finns listade i Catalogue of Life.